# Török ötvenkurusos érme
A 0,5 TRY, azaz 50 kuruş, írott formában ötvenkuruş (törökül: elli kuruş) értékű, Törökország és Észak-Ciprus által használt érme 1/2, azaz fél lírának felel meg.

## Minták

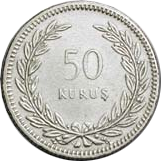
1947-1948

### Régi líra (1923-2005)

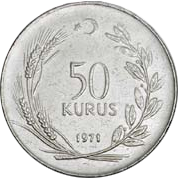
1971-1979

A régi líra idején csak 1935 és 1979 között vertek 50 kuruşos érméket, 3 különböző mintájút.
1935 és 1937 között egy 6 g tömegű, 24,6 mm átmérőjű, 1,48 mm vastag érmét vertek, .830-as finomságú ezüstből. Az érméből összesen 9,982,000 darabot vertek.
Az 1947-ben és 1948-ban vert, immár csak 4 g tömegű, 20 mm átmérőjű, 1,35 mm vastagságú, és .600-as finomságú érméből 22,000,000 darabot vertek.

Utoljára 1971 és 1979 között vertek ilyen érméket, ám az ilyenkor 6,1 g-os, 25 mm átmérőjű és 1,55 mm vastag érme ezüst helyett már rozsdamentes acélból készült, 136,282,000 darabot vertek belőle.

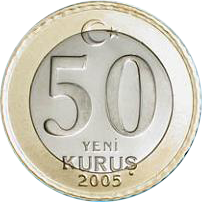
50 új kuruş

### Új líra (2005-most)
2005 óta újabb 2 mintát vertek, melyek közül csak az újabb van forgalomban.
A régi, 2005 és 2008 között vert, 50 YENI KURUŞ (50 új kuruş) feliratú, a forgalomban már nem lévő, 7 g tömegű, 23,8 mm átmérőjű és 1,9 milliméter vastagságú érméből 289,288,000 darabot vertek, hátulján Mustafa Kemal Atatürk található.
A jelenleg is használt érme az isztambuli Július 15. vértanúinak hídját ábrázolja, az 50 KURUŞ felirattal. Az érme hátulján ugyancsak Mustafa Kemal Atatürk látható.

## Vert darabszám[5]

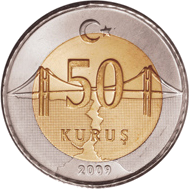
Előlap

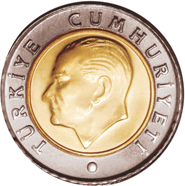
Hátlap

2009 és 2017 között 516,890,000 darab ilyen érmét vertek, 2018 utáni verési adatok nem állnak rendelkezésre.
| Év    | Millió darab |
| ----- | ------------ |
| 2009  | 163          |
| 2010  | 119          |
| 2011  | 46,9         |
| 2012  | 35,2         |
| 2013  | 45,5         |
| 2014  | 67,0         |
| 2015  | 72,6         |
| 2016  | 65,0         |
| 2017  | 66,2         |
| Össz. | 517          |

## Értéke
Az érme 2021. november 6-án 13 forintot ért, míg tíz évvel azelőtt 62,3 forintot.
A 2021. november 2.-ai török árak szerint az érmével Isztambulban 52,8 mililiter, Ankarában 53,1 ml, Izmirben 52,7 ml, Hakkariban pedig 52,1 ml gázolajat lehet kapni.